# Anna Maria Ferrero
Anna Maria Guerra (Roma, Lacio, Italia; 18 de febrero de 1935-Versalles, Isla de Francia, Francia; 21 de mayo de 2018), más conocida por su nombre artístico Anna Maria Ferrero, fue una actriz de cine y teatro italiana.

## Biografía
Anna Maria Guerra nació el 18 de febrero de 1935 en Roma, Lacio, Italia.
Guerra tuvo una relación amorosa con Vittorio Gassman desde 1953 hasta 1960.
En 1961 contrajo matrimonio con Jean Sorel, a quien conoció en Roma en una fiesta organizada en la casa del actor Pierre Brice. Permanecieron juntos hasta el fallecimiento de Guerra a la edad de 83 años el 21 de mayo de 2018 en Versalles, Isla de Francia, Francia.

## Carrera
Su debut actoral se produjo en 1949, cuando el actor y director Claudio Gora le ofreció participar en una audición para el papel de Giulia en la película Il cielo è rosso, basada en la novela del mismo nombre de Giuseppe Berto. Gora afirmó que:
«Descubrí a Anna Maria Ferrero en la calle, en vía Aurora en Roma, mientras caminaba junto a una señora. Estaba buscando a una niña pequeña para la película y vi a esta 'reyezuelo' que tenía tanta intensidad en los ojos (...) Hizo una audición maravillosa, nació actriz.»
En honor a uno de los amigos de la familia, el director de orquesta Willy Ferrero, eligió usar su apellido como nombre artístico, transformándose en «Anna Maria Ferrero», en parte porque él la animó a seguir la carrera como actriz.
En 1952, tuvo su primer papel protagónico como Maria-Luce Carlinet en Le due verità de Antonio Leonviola. El año siguiente fue el más ocupado de su carrera, con papeles en nueve películas. En septiembre participó en la 14.ª Festival Internacional de Cine de Venecia, interpretando a Nannina en la película Napoletani a Milano de Eduardo De Filippo.
Debido a que se le ofrecían muchos papeles similares, decidió comenzar a ser una actriz de teatro para demostrar sus habilidades de actuación. A finales de 1953 se incorporó a la compañía de teatro de Vittorio Gassman, con quien mantuvo una relación amorosa hasta 1960; su relación fue turbulenta, con constantes separaciones y reconciliaciones. Ferrero se destacó en el repertorio shakesperiano, interpretando a Desdémona en Otelo y Ofelia en Hamlet. En 1957 interpretó a Anna Damby en la película Kean - Genio e sregolatezza, dirigida y coprotagonizada por Gassman.
Después de dejar el teatro, comenzó a aparecer en películas moderadamente desde 1960 hasta 1964, con su última aparición como Marcella Cioffi en el segmento Cocaina di Domenica de Franco Rossi de la película Controsesso.

## Filmografía

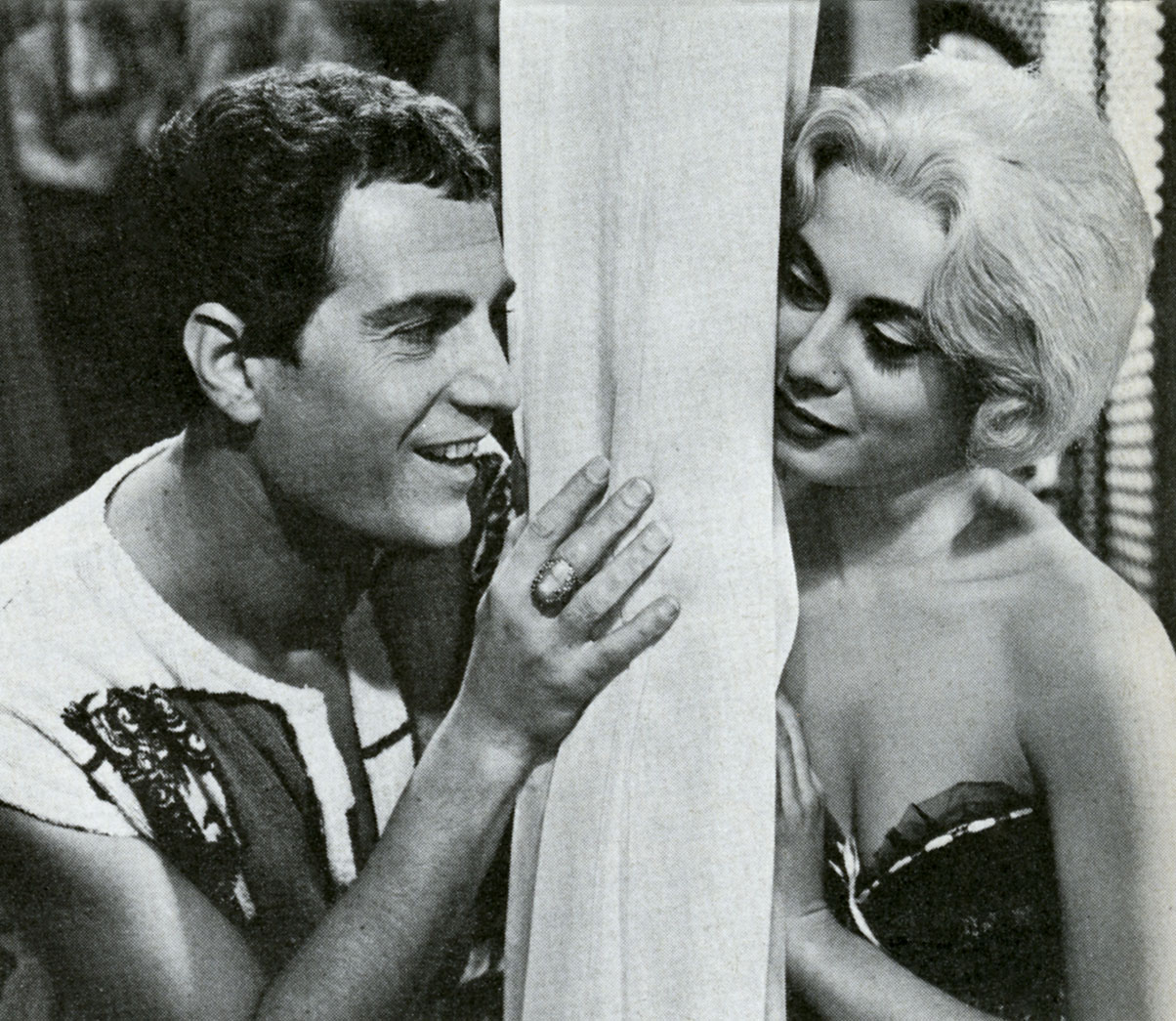
Ferrero como Joan junto a Nino Manfredi en L'impiegato en 1960.

| Año  | Título                        | Rol                      | Notas                           |
| ---- | ----------------------------- | ------------------------ | ------------------------------- |
| 1950 | Il cielo è rosso              | Giulia                   |                                 |
| 1951 | Domani è un altro giorno      | Giulia                   |                                 |
| 1951 | Il Cristo proibito            | Maria                    |                                 |
| 1951 | Il conte di Sant'Elmo         | Laura Cassano            |                                 |
| 1951 | Le due verità                 | Maria-Luce Carlinet      |                                 |
| 1951 | Lorenzaccio                   | Luisa Strozzi            |                                 |
| 1952 | Fanciulle di lusso            | Valerie De Beranger      |                                 |
| 1952 | Ragazze da marito             | Anna Maria Mazzillo      |                                 |
| 1952 | Canzoni di mezzo secolo       |                          |                                 |
| 1952 | Lo sai che i papaveri         | Pierina Zacchi           |                                 |
| 1953 | Le infedeli                   | Cesarina                 |                                 |
| 1953 | Siamo tutti inquilini         | Anna Perrini             |                                 |
| 1953 | Febbre di vivere              | Elena                    |                                 |
| 1953 | I vinti                       | Marina                   |                                 |
| 1953 | Napoletani a Milano           | Nannina                  |                                 |
| 1953 | Capitan Fantasma              |                          | Sin acreditar                   |
| 1953 | Villa Borghese                | Anna Maria Del Balzo     | Segmento: «Pi-greco»            |
| 1953 | Giuseppe Verdi                | Margherita Barezzi Verdi |                                 |
| 1953 | Viva la rivista!              |                          |                                 |
| 1954 | Cronache di poveri amanti     | Gesuina                  |                                 |
| 1954 | Guai ai vinti                 | Clara                    |                                 |
| 1954 | Una parigina a Roma           | Fiorella                 |                                 |
| 1955 | Totò e Carolina               | Carolina De Vico         |                                 |
| 1955 | La vedova X                   | Adriana                  |                                 |
| 1955 | Amleto                        | Ofelia                   | Transmisión de la obra «Hamlet» |
| 1955 | Il falco d'oro                | Fiammetta                |                                 |
| 1955 | Canzoni di tutta Italia       |                          |                                 |
| 1956 | Cime tempestose               | Caterina Linton          |                                 |
| 1956 | War and Peace                 | Maria Bolkonskaya        |                                 |
| 1956 | Giovanni dalle bande nere     | Anna                     |                                 |
| 1956 | La rivale                     | Barbara Candi            |                                 |
| 1956 | Suprema confessione           | Giovanna Siri            |                                 |
| 1957 | Kean - Genio e sregolatezza   | Anna Damby               |                                 |
| 1957 | Los amantes del desierto      |                          | Sin acreditar                   |
| 1957 | Otello                        | Desdémona                | Transmisión de la obra «Otelo»  |
| 1958 | Capitan Fuoco                 | Anna                     |                                 |
| 1958 | Questa mia donna              | Maria Luisa              |                                 |
| 1959 | La notte brava                | Nicoletta                |                                 |
| 1959 | Le sorprese dell'amore        | Mariarosa                |                                 |
| 1960 | L'impiegato                   | Joan                     |                                 |
| 1960 | Gastone                       | Nannina                  |                                 |
| 1960 | Il mattatore                  | Annalisa Rauseo          |                                 |
| 1960 | Austerlitz                    | Elisa Bonaparte          |                                 |
| 1960 | Culpables                     | Margarita                |                                 |
| 1960 | I delfini                     | Marina Castelfranco      |                                 |
| 1960 | Il gobbo                      | Ninetta                  |                                 |
| 1961 | Le capitaine Fracasse         | Marquesa de Bruyères     |                                 |
| 1961 | Un giorno da leoni            | Ida                      |                                 |
| 1961 | L'oro di Roma                 | Giulia                   |                                 |
| 1962 | Una domenica d'estate         | Milena                   |                                 |
| 1962 | Le quattro giornate di Napoli |                          | Sin acreditar                   |
| 1963 | Un marito in condominio       | Giuliana                 |                                 |
| 1964 | Controsesso                   | Marcella Cioffi          | Segmento: «Cocaina di domenica» |